# Eén tegen allen
Eén tegen allen was een Vlaams spelprogramma dat van september 1963 tot 2 mei 1964 op de Belgische Radio en Televisie te zien was. Het werd gepresenteerd door Tony Corsari.
In "Eén tegen allen" moest één kandidaat het opnemen tegen een hele gemeente. Hij stelde vragen op die door de gemeente moesten beantwoord worden. De gemeente mocht daarvoor de hulp inroepen van het hele land, via een groep telefonisten. De kandidaat legt de gemeentebewoners ook praktische proeven waarvoor ze een beroep mochten doen op hun inwoners. Tussendoor werden er in de studio ook muzikale en komische acts opgevoerd.
Eén keer moesten er in Heist 25 soorten viervoetige dieren aangevoerd worden. Er werden honderden beesten aangevoerd: muizen, schildpadden, kamelen,... Eén vrouw met een chimpansee werd afgekeurd omdat de jury een aap beschouwde als een dier met twee voeten en twee handen.
Toen de gemeente Herentals werd uitgedaagd brak tijdens de uitzending een wolkbreuk uit. De dorpsbewoners stonden tijdens de uitzending met de gevraagde spullen in de stromende regen.
De quiz kwam ten einde toen Corsari zich in 1964 uit de mediawereld terugtrok. In een zekere zin was "Eén tegen allen" een voorloper van Fata Morgana
Er was ook een Nederlandse versie van deze quiz, uitgezonden door de NCRV, met spelleider Dick van Ruler en presentatrice Tanja Koen.

## Meer informatie
- imdb.com
- ADRIAENS, Manu, "Blijven kijken! 50 jaar televisie in Vlaanderen", Uitgeverij Lannoo, Tielt, 2003, blz. 148-151.